# Kvarnsjön (Västra Tunhems socken, Västergötland)
Kvarnsjön är en sjö i Vänersborgs kommun i Västergötland och ingår i Göta älvs huvudavrinningsområde. Sjön har en area på 0,0331 kvadratkilometer och ligger 124 meter över havet.

## Delavrinningsområde
Kvarnsjön ingår i det delavrinningsområde (646704-130686) som SMHI kallar för Mynnar i Lerumsån. Medelhöjden är 63 meter över havet och ytan är 41,96 kvadratkilometer. Det finns inga avrinningsområden uppströms utan avrinningsområdet är högsta punkten. Björkeån som avvattnar avrinningsområdet har biflödesordning 4, vilket innebär att vattnet flödar genom totalt 4 vattendrag innan det når havet efter 90 kilometer. Avrinningsområdet består mestadels av skog (51 procent) och jordbruk (36 procent). Avrinningsområdet har 0,03 kvadratkilometer vattenytor vilket ger det en sjöprocent på 0,1 procent.